# Romana (imię)
Romana – żeński odpowiednik imienia Roman. Patronką tego imienia jest św. Romana, pustelnica żyjąca w grocie nieopodal rzeki Tyber, wspominana w jednej z biografii św. Sylwestra, papieża.
W Polsce imię to jest znane od średniowiecza.
Romana imieniny obchodzi: 23 lutego.

## Osoby noszące imię Romana
- Romana Barnycz-Gupieniec (1930-2014) – polska archeolożka
- Romana Bohdanowicz (1899-1970) – polska reżyserka teatralna
- Romane Miradoli (ur. 1994) – francuska narciarka alpejska, trzykrotna medalistka mistrzostw świata juniorów
- Romana Pachucka (1886-1964) – polska sufrażystka i działaczka oświatowa